# Enzo Romano
Enzo Romano (Basiliano, 10 luglio 1920 – Padova, 17 giugno 2006) è stato un calciatore italiano.

## Carriera
Fu portiere della squadra del Padova alla quale arrivò nel 1945 dopo aver giocato nel Treviso. Fu titolare fino alla fine della stagione 1952-1953.
Nel periodo della sua militanza, durante il quale la squadra fu allenata da Nereo Rocco e raggiunse la serie A, collezionò un totale di 152 presenze con la maglia del Padova.